# Kolo (dans)
Kolo (în sârbă Коло) este un dans tradițional sud-slav în cerc, întâlnit sub acest nume în Bosnia și Herțegovina, Croația și Serbia. Este inclus pe Lista Patrimoniului Cultural Imaterial UNESCO pentru Serbia. Comunitățile maghiare au fost, de asemenea, influențate de această tradiție, unde un dans similar este cunoscut sub numele de Kalala.

## Descriere
Dansul în cerc este de obicei interpretat de grupuri formate din cel puțin trei persoane și până la câteva zeci de persoane. Dansatorii se țin de mâini sau de mijloc. Ei formează un cerc, un singur lanț sau mai multe linii paralele.
Kolo nu necesită aproape deloc mișcare deasupra taliei. Pașii de bază sunt ușor de învățat. Dansatorii experimentați își arată virtuozitatea adăugând diferite elemente ornamentale, cum ar fi pașii sincopați. Fiecare regiune are cel puțin un kolo specific. Este dificil să stăpânești acest dans și chiar și cei mai experimentați dansatori nu reușesc să le stăpânească pe toate.
Kolo se dansează la nunți, ceremonii sociale, culturale și religioase. Unele dansuri presupun ca bărbații și femeile să danseze împreună, altele cer ca doar bărbații sau doar femeile să danseze.

## Muzică
Muzica este, în general, alertă. Acest dans a fost folosit de Antonín Dvořák în lucrările sale „Dansuri slave” – kolo sârbesc este al șaptelea dans din opusul 72.

## Costum tradițional de dans
Costumele tradiționale de dans variază de la o regiune la alta. Regiunile aflate la graniță au, în general, asemănări mai mari între ele.
Diferite tipuri de kolo sunt dansate la ceremonii sociale. Adesea se poartă îmbrăcăminte tradițională, specifică fiecărei regiuni. Cel mai răspândit kolo este narodno kolo sau drmeš; un pas standard dansat pe muzică de acordeon.

## Alte dansuri în cerc din spațiul sud-slav
În alte țări sud-slave, există horo (în bulgară хоро) în Bulgaria și oro (în macedoneană оро) în Macedonia de Nord și Muntenegru.